# Bandicam
Bandicam — програма для створення скриншотів і захоплення відео з екрана монітора. Програма має два режими. Перший режим — «Rectangle on a screen» — дозволяє захоплювати скріншот або відео з екрана в певному місці та певного розміру. Другий режим — «DirectX/OpenGL window» — може записати ціль, створену в DirectX або OpenGL.
У режимі DirectX/OpenGL програма відображає кількість кадрів в секунду (FPS). Коли кількість FPS відображається зеленим кольором, це означає, що програма готова до запису, а коли запис починається, то колір змінюється на червоний. FPS не відображається в режимі «Rectangle on a screen».
Bandicam є умовно-безкоштовною програмою, тобто його можна використовувати безплатно протягом обмеженого терміну. Під час безкоштовного терміну Bandicam поміщає своє ім'я у вигляді водяного знаку у верхній частині кожного скриншоту або відео, а довжина відеозапису обмежена 10 хвилинами.
Bandicam може записувати відео розміром до 3840×2160.
Створене відео можна зберегти у форматах AVI або MP4. Bandicam також може зафіксувати скріншоти та зберегти їх як BMP, PNG або JPG. Bandicam оснащений автоматичним режимом запису, який може обмежити процес зйомки відео до визначеного розміру або значення часу.
Він підтримує апаратне прискорення через NVIDIA NVENC/HEVC, CUDA, AMD APP та Intel Quick Sync Video/HEVC.